# Еліша Грейвз Отіс
Еліша Грейвз О́тіс (англ. Elisha Graves Otis; 3 серпня 1811, Галіфакс, Вермонт, США — 8 квітня 1861, Нью-Йорк, США) — американський підприємець, винахідник безпечного ліфта (системи затримання кабіни ліфта в шахті при обриві каната) та засновник компанії Otis Elevator Company, що впродовж уже понад 160-ти років займається виробництвом підйомно-транспортних машин і ліфтів, зокрема.

## Біографічні дані
Народився в багатодітній сім'ї (шостою дитиною із шести дітей) Стівена Отіса-молодшого (англ. Stephen Otis, Jr.) і Фібі Глінн (англ. Phoebe Glynn) на фермі поблизу Галіфакса (штат Вермонт). Покинув дім у 19-річному віці й подався до Трой, де п'ять років працював вагонетником. У молодості намагався займатися різними видами бізнесу, однак проблеми зі здоров'ям завадили йому досягти успіху. У 1834 році одружився зі Сьюзен А. Гоутон (англ. Susan A. Houghton), з котрою мав двох синів. Дружина померла, коли старшому синові виповнилося 8 років, а молодший був ще в пелюшках.

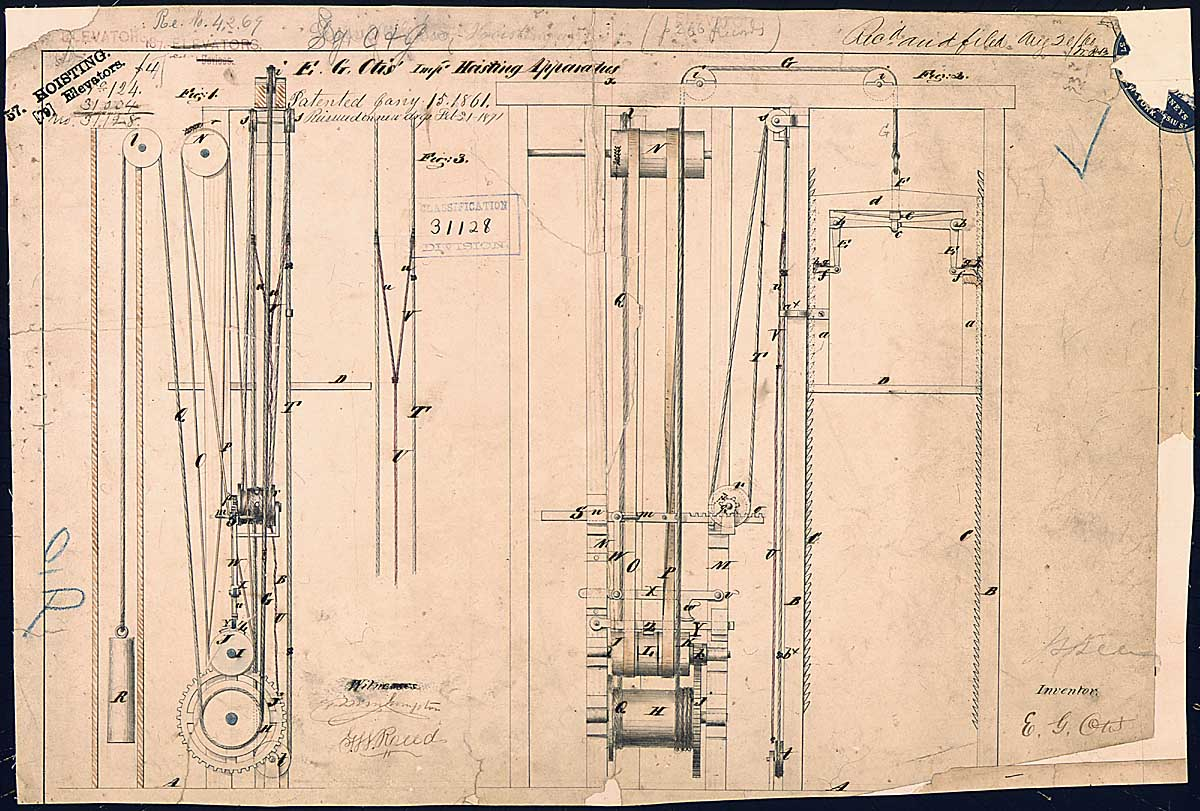
Зображення запатентованої конструкції вловлювача

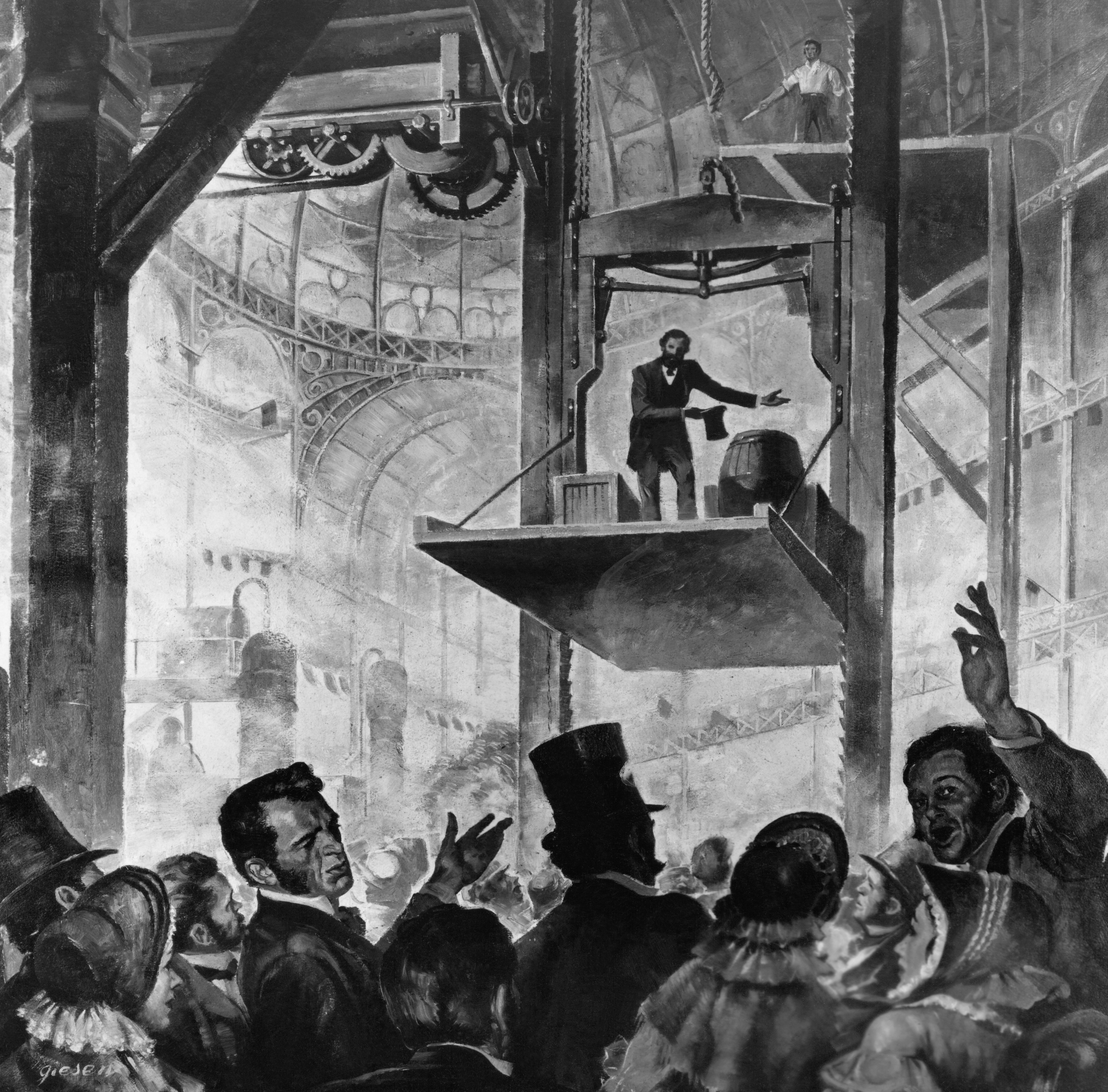
Еліша Отіс під час демонстрації свого винаходу в 1854 році

У 1845-му Еліша, одружившись удруге, перебрався до Олбані, поблизу Нью-Йорка, і протягом трьох років працював механіком на фабриці ліжок «Тінглі» (англ. O. Tingley&Company). Як кваліфікованому майстру йому надокучило працювати весь день, щоб виготовити лише дванадцять ліжок, і він автоматизував процес виготовлення. Це дало змогу виробляти ліжка в чотири рази швидше (близько п'ятдесяти на день), ніж це можна було зробити вручну. За таке рішення керівництво видало йому премію в розмірі 500 доларів.
У той час почав займатись залізничними гальмами безпеки та автоматизованою пекарнею.
У 1851 році Еліша спочатку перебрався до міста Берген (штат Нью-Джерсі), де працював механіком, а потім (1852) — у Йонкерс (штат Нью-Йорк), де керував перебудовою занедбаного деревообробного підприємства. Там зіткнувся по роботі з проблемою безпеки піднімання важкого обладнання на верхні поверхи будівлі й розробив свою систему затримки вантажу при обриві троса або каната (так звані уловлювачі, які загальмовують підіймальну платформу на напрямних рейках шахти при обриві троса). Його метод виявився вельми нескладним, суть його полягала в тому, що, якщо трос при підйомі вантажів на верхні поверхи обривається, то розпрямляється спеціально встановлена пружина, що змушує спрацьовувати гальмівну систему, і кабіна ліфта сідала на уловлювачі.
У 1853 році Отіс засновує у Нью-Йорку компанію Otis Elevator Company, що стала займатись розробленням та виготовленням підйомно-транспортного устаткування. Але продукція новоявленої фірми не мала попиту: люди боялися використовувати ліфти.
У 1854 році винахідник вразив публіку демонстрацією свого пристрою безпеки на виставці в Кристал-Пелас у Нью-Йорку (англ. New York Crystal Palace) — Отіс стояв на завантаженій відкритій платформі підйомника, у той час як його помічник сокирою перерубував канат, що її утримував; при цьому платформа залишалася на місці й не падала в шахту завдяки уловлювачам його конструкції. На наступний день усі газети писали про спритний рекламний трюк. На фірму Отіса посипалися замовлення.
Перший пасажирський ліфт-підіймач було встановлено в Нью-Йорку в 1857 році. Отіс і не підозрював, що його простий пристрій безпеки в поєднанні з використанням сталевих каркасів будівель дасть змогу будувати численні хмарочоси.
Еліша Грейвз Отіс помер передчасно, під час епідемії дифтерії, 8 квітня 1861 року.

## Фірма «Отіс»
Після смерті Отіса в 1861 році компанія «Otis» переходить у власність до синів винахідника. Уже 1873 року понад 2 тисячі ліфтів цієї компанії було встановлено в офісах, готелях та універмагах США. У 1878 році було встановлено перший пасажирський гідравлічний ліфт «Otis». У 1889 році компанія розробила ліфт з електричним приводом. Згодом такими ліфтами були оснащені хмарочоси, серед яких Емпайр-Стейт-Білдінг, Всесвітній торговий центр у Нью-Йорку та інші висотні будівлі й споруди (Ейфелева вежа, Вежі Петронас, Сі-Ен Тауер тощо). Станом на 2011 рік ліфти та ескалатори «Otis» є найпоширенішими підйомниками у світі.
У 1976 році компанія «Otis» була викуплена фінансово-промисловою групою United Technologies.